# Nissan 100 NX
La Nissan 100 NX est une automobile produite par Nissan.
La 100 NX est un coupé compact issue de la plate-forme B13 (aussi utilisée par la Nissan Sunny et la Sentra)

## Motorisations
La 100 NX était proposée en deux versions : 1.6 SLX et 2.0 GTI

### 1.6 95 ch (AM 1990-1993)
Version à carburateur double corps (GA16DS), développant 95 ch.

### 1.6 90 ch (AM 1993)
Cette version a le GA16DS dans sa variante avec l'injection monopoint, développant 90 ch.

### 1.6i 102 ch (AM 1994-1997)
Disponible à partir de juillet 1993 (Année Modèle 1994) cette version activement recherchée équipée du t-bar(1995) est restée la seule proposée après la disparition de la 2.0 GTI du catalogue en 1994. 
Ce modèle était vendu 103 200 FRF (soit 23 581 € en euros/francs constants, somme actualisé au 01/04/2022). Parmi les équipements en option, on retrouve la climatisation (9 500 FRF) ainsi qu'une sellerie cuir (9 700 FRF).
Elle est équipée du moteur 1,6 litre (1 597 cm3) GA16DE, 4 cylindres, 16 soupapes, à double arbre à cames en tête qui développe 102 ch (76 kW) et 108 ch pour la dernière rare version de 1996 à 6 000 tr/min et 136 N m de couple à 4 000 tr/min. Elle peut atteindre la vitesse maximale de 200 km/h.
Chaussée de pneus en 175/65 HR14, elle a des freins à disque (ventilés) à l'avant, le freinage arrière étant assuré par des tambours. 
Il y a eu sur certains modèles 4 freins à disque.

### 2.0i GTI 143 ch (AM 1991-1994)
ABS sur 4 freins à disques, jantes aluminium 7 pouces (Monture 195/55 R14) et barres anti-roulis renforcées de série pendant toute la durée de la production. Elle peut atteindre la vitesse maximale de 215 km/h.
Le moteur équipant le modèle est le SR20DE (1 998 cm3) 4 cylindres, 16 soupapes à doubles arbres à cames en tête, de même base que la Nissan Silvia S14 et S15 (SR20DET) mais en version atmosphérique.
Sa consommation est de 8,6 L aux 100 km en utilisation mixte et de 12 à 15 L en utilisation sportive.
Ce moteur est réputé très endurant.
La GTI a existé en 2 phases :
La phase 1 (1991-1992) avait un compteur de vitesse à câble.
La phase 2 (1992-1994) disposait :
D'un compteur de vitesse électrique, de tissus intérieur avec un ton de couleur différent et des baguettes latérales de même couleur que la carrosserie.
À partir de 1993 un catalyseur ainsi qu'une sonde lambda font leur apparition sur le modèle afin de répondre aux normes anti-pollution.
Une version GT de 150 ch (rare) a également été commercialisé durant l'année 1990, elle est équipée du même moteur et boîte de vitesse que la Primera GT 2.0 150 chevaux.
La différence de puissance et de couple se traduit par certains composants moteur différents et une injection à plus haut débit donnant lieu à une gestion moteur différente : plus de couple et puissance maximale atteinte plus tôt (6 100 tr/min).
On reconnaît cette version à son toit en tôle (T-Top non disponibles) et à son nombre de chevaux fiscaux (10 au lieu de 11 pour la GTI).
Le marché britannique n'aura pas eu droit à une version GTI de la 100 NX, ayant donc uniquement les GA16DE et GA16DS comme motorisations disponibles.
La 100 NX a également été équipé du SR18DE (140 chevaux) équipé d'un différentiel autobloquant à glissement limité d'origine, mais uniquement pour le marché japonais.
La SR20DE de la 100NX peut être facilement changé (swap) par un SR20DET (version turbo) ou plus rarement par un SR20VE (équivalent VTEC de Honda) de 190 chevaux.

### Résumé
| Nom  | Cylindrée | Puissance                 | Couple                 | Code moteur | Apparition | Disparition | Mode de carburation                                   | Notes |
| ---- | --------- | ------------------------- | ---------------------- | ----------- | ---------- | ----------- | ----------------------------------------------------- | ----- |
| 1.6  | 1 597 cm3 | 95 ch                     |                        | GA16DS      | 01/1990    | 12/1992     | Carburateur                                           |       |
| 1.6  | 1 597 cm3 | 90 ch à 5 750 tr/min      |                        | GA16DS      | 01/1993    | 06/1993     | Carburateur piloté (aussi appelé Injection monopoint) |       |
| 1.6i | 1 597 cm3 | 102/108 ch à 6 000 tr/min | 136 N.m à 4 000 tr/min | GA16DE      | 07/1993    | 10/1996     | Injection multipoint                                  |       |
| 2.0  | 1 998 cm3 | 143 ch à 6 400 tr/min     | 178 N.m à 4 800 tr/min | SR20DE      | ??/1991    | ??/1994     | Injection multipoint                                  |       |